# Мартин сибірський
Мартин сибірський (Larus vegae) — вид мартинів з роду Larus. Поширений у Східній Азії.

## Назва
Видова назва vegae походить від «Веги», першого корабля, який пройшов через Північно-Східний прохід разом із дослідником Адольфом Еріком Норденшельдом.

## Поширення
Гніздиться на узбережжі та арктичних островах північного сходу Росії від гирла Єнісею до Чукотки, а підвид L. v. mongolicus — в районі озера Байкал. Зимує на тихоокеанському узбережжі Азії від Камчатки до Японії та Південного Китаю.